# Más sabe el diablo
Más sabe el diablo es una telenovela producida por Telemundo Studios, para Telemundo. Es una adaptación de la telenovela colombiana ¿Por qué diablos?, escrita por Jimena Romero y Lina Uribe, en principio la telenovela se llamaría también ¿Por qué diablos? además que contaría con parte del elenco con otros actores y los personajes tendrían nombres diferentes. Esta versión es dirigida por Danny Gavidia y David Posada y el título es un eufemismo al refrán más sabe el diablo por viejo que por diablo. 
Protagonizada por Gaby Espino y Jencarlos Canela; Y con la participación antagónica de Miguel Varoni. Además cuenta con las actuaciones estelares de Karla Monroig y Jorge Luis Pila.

## Sinopsis
Ángel es hijo de las circunstancias por la difícil situación que ha vivido desde su nacimiento, pues a pesar de que Esperanza, su madre, luchó por el amor de su papá, a él nunca le interesó ni el bebé, ni su embarazo y le dio la espalda aconsejado por su madre. Para la familia de Martín era una vergüenza que resultara involucrado con la criada de la casa y mientras Esperanza lo buscaba sin resultados, terminó dando a luz en una estación de bus de Nueva York, con la ayuda de Sandro, la única persona que se conmovió con su dolor.
Años después, la calle se convierte en el segundo hogar de Ángel, donde todos lo reconocen como "El Diablo" gracias a su oficio como ladrón; a pesar de su buen corazón, está envuelto en una banda de ladrones expertos en grandes actos delictivos, que al final lo llevan a pagar una condena en la cárcel donde conoce a Manuela.
Manuela es abogada y lo representa en su caso, logrando que salga libre y regalándole una nueva oportunidad para rectificar su camino, sin sospechar que al final terminará partiendo su vida en dos.
Conocer a Manuela hace que Ángel decida comenzar de nuevo, pero al regresar a su casa, descubrirá que su madre tiene una deuda con León, el jefe de la banda para la que siempre trabajó. Él pagó los gastos médicos de la enfermedad de Esperanza mientras su hijo estuvo en la cárcel y la única manera de saldar su deuda, es que Ángel siga a su servicio con un robo millonario próximo a realizar.
Sin poder rehusar los requisitos de León, su única opción es organizar el robo con un plan lleno de detalles y sofisticación, característica de su personalidad… aunque el destino le jugará una trampa de amor cuando esa noche su vida cambie para siempre. Ángel no se imagina que el verdadero gran delincuente y cabeza del operativo es el prometido de Manuela, la mujer que conquistó su corazón, y como una revancha de la vida, descubrirá que se trata del hombre que más odia, su propio padre y el asesino de su mejor amigo.
La situación se complica cada vez más, mientras Ángel huye con su madre Esperanza a México. Al cruzar la frontera con el coyote, Ángel se entera de que Martín es su propio padre. Se resuelve a regresar a Nueva York, cogiendo cualquier trabajo que sale para pagar el viaje, para vengarse de Martín Acero "El Hierro", al encontrarse con Manuela le cuenta la verdadera vida de Martín y le dice que es su verdadero padre; Manuela le hace una pruebas de ADN y comprueba todo lo que Ángel le contó.
Luego se une con Jimmy, Horacio, Lucas, Virginia, Mike, Silvana(novia de Mike), la madre de Manuela, entre otros, para que Martín pague por todo lo que ha hecho, después Cristhian, el hermano de Martín, decide hacer una confesión, Martín lo descubre y lo mata luego lo hace pasar como un suicidio.
Luego el fiscal se une con ellos y graban una conversación que tiene Martín con el "Príncipe" su nuevo socio en su apartamento, Ángel y los demás les tienden una trampa que resultó en la captura del Príncipe, pero Martín logra escapar antes de ser atrapado contratando un avión privado al cual antes de subir llega Ángel y Jimmy lo que al final termina en la muerte de Martín.
Un año más tarde Jimmy es ascendido a nuevo capitán, el Capitán Soto está vivo, el topo trabaja en la policía, Virginia es la presidenta de la empresa y está embarazada. Ese día todos se reúnen en el árbol de Ángel y celebran el primer cumpleaños de Daniel, el hijo de Ángel y Manuela.

## Reparto
- Gaby Espino - Manuela Dávila de Acero / de Salvador
- Jencarlos Canela - Ángel Salvador "El Diablo" / Salvador Domínguez
- Miguel Varoni - Martín Acero "El Hierro"
- Karla Monroig - Virginia Dávila de Cardona
- Jorge Luis Pila - Jimmy Cardona
- Roberto Mateos - León Beltrán
- Carlos Camacho - Horacio García
- Christian Carabias - José del Carmen Frank "El Topo"
- Michelle Vargas - Perla Beltrán
- Leonardo Daniel - Aníbal Dávila
- Eva Tamargo - Ariana de Dávila
- Esperanza Rendón - Esperanza Salvador'
- Ezequiel Montalt - Cristian Acero
- Jeannette Lehr - Graciela Vda. de Acero
- Angeline Moncayo - Marina Sanches / Mario Pérez
- Juan Jiménez - Marco León Beltrán "El Cachorro"
- Jimmie Bernal - Lucas Santos
- Alexa Kuve - Susy
- Dazia Torell - Mónica Vda. de Savater
- Mery De Los Ríos - Lola
- Raúl Arrieta - Mike Sánchez
- Carlos Ferro - Gregorio Ramírez
- Carlos Pérez - Carmelo
- Alberto Salaberry - Mauricio Lineros
- Talina Duclaud - Silvana Santos
- Cindy Luna - Jenny
- Roxana Peña -  Nina Lázaros
- Juan David Ferrer - Sandro Beltrán
- Carlos Augusto Maldonado - Pablo Simón Sosa "El Ronco"
- Aneudy Lara - John Blanco "El Mocho"
- Alex Fumero - Cirilo Márquez "El Caucho"
- Eduardo Ibarrola - José Frank "Padre de Topo"
- José Guillermo Cortines - Osvaldo Guerra
- Jorge Consejo - Lorenzo Blanco
- Andrés García Jr. - Diego Robledo
- Rafael de la Fuente - Jorge Giraldo
- Dayana Garroz - Adamaris García
- Tely Ganas - Maricela
- Ariel Texidó - Andrés
- Jonathan Islas - Arturo Ocampo
- Nelson Tallaferro - Detective José Vega
- Xavier Coronel - Capitán Soto
- Ernesto Molina - Romero
- Ismael Barrios - Darío Uribe
- Marta González Liriano - Lida
- Rodolfo Castera - El Pirata
- Roberto Huicochea - Evaristo Ortega / El Príncipe
- Salim Rubiales - Cisco
- Dayana Garroz - Ada
- Johnny Acero - Jason Torres "El Perro"
- Leslie Stewart - Isabel Santini[2]
- Adolfo Aguilar - Agente de la DEA[3]
- Lucho Cáceres - Jay Jay[3]
- Sofía Lama - Esperanza Salvador (Joven)
- Carlos Girón - Martín Acero (Joven)

## Temas musicales
| N.º | Tema                                                 | Intérprete (s)            | Comentario (s)                |
| --- | ---------------------------------------------------- | ------------------------- | ----------------------------- |
| 1   | "Más sabe el diablo"                                 | Jencarlos Canela / Wahero | Tema principal de la novela   |
| 2   | "Más sabe el diablo" (Balada)/ Quédate en mis brazos | Jean Rodríguez            | Balada para Manuela y Ángel   |
| 3   | "Junto a mí"                                         | Mayré Martínez            | Balada para Manuela y Ángel   |
| 4   | "Amor quédate"                                       | Jencarlos Canela          | Balada para Manuela y Ángel   |
| 5   | "Contigo"                                            | Rossana                   | Canción para Virginia & Jimmy |
| 6   | "Estés donde estés"                                  | Jencarlos Canela          | Canción para Manuela & Ángel  |
| 7   | "Toda mi pasión"                                     | Mayré Martínez            | Canción para Virginia & Jimmy |

## Premios y nominaciones

### Premios GLAAD 2010
| Año  | Categoría    | Resultado |
| ---- | ------------ | --------- |
| 2010 | Mejor Novela | Ganadora  |